# Tetiz, Yucatán
Tetiz là một đô thị thuộc bang Yucatán, México. Năm 2005, dân số của đô thị này là 4468 người.